# منسي إنسان نادر على طريقته (كتاب)
منسي إنسان نادر على طريقته كتاب للطيب صالح نشر في أول الأمر على حلقات في مجلة المجلة في لندن ثم جمعت الحلقات لاحقاً ونشرت في كتاب. يتعرف الطيب صالح على صديقه الراحل منسي القادم من صعيد مصر, منسي يحمل عدة أسماء وتتميز شخصيته بالعيث وعدم المبالاة، ولكن تلك السمات الشخصية التي امتاز بها توصله إلى أماكن متعدده، وتضعه في مواقف محرجة، وتجعل منه نجماً بشكل من الأشكال، وذلك ما يرويه الطيب الصالح في هذا الكتاب.
تتمحور قصه الكتاب حول أحمد منسي أو مايكل بسطاووروس وتتجسد عبقريه الطيب صالح جليه في وصفه الدقيق والعيق داخل مكنونات شخصيه منسي وطباعها
ويقع القارئ في غرامها ويبحر في الرواية بسلاستها وانسيابها، أيضا الكتاب يلخص سنوات حياة الطيب صالح ورحلاته الرسمية وغيرها مع منسي